# Селіщев Іван Петрович
Іван Петрович Селіщев (10 квітня 1928, Россотані — 2011) — український живописець; член Харківської організації Спілки радянських художників України з 1961 року. Батько живописця Ірини Селіщевої.

## Біографія
Народився 10 квітня 1928 року в селі Россотані (нині Орловська область, Росія). Протяном 1944—1948 років навчався у Ворошиловградському художньому училищі; 1954 року закінчив Харківський художній інститут, де навчався у Григорія Томенка, Сергія Бесєдіна, Валентина Сизикова, Йосипа Карася.
Мешкав у Харкові в будинку на вулиці Дарвіна, № 37, квартира № 3А, будинку на вулиці Командарма Уборевича, № 50, квартира № 209 та у будинку на проспекті Тракторобудівників, № 134Б, квартира № 34. Помер у 2011 році.

## Творчість
Працював у галузі станкового живопису, створював пейзажі. Серед робіт:
- «Початок весни» (1957);
- «Розлив» (1957);
- «Шахта Північна Мамаївська» (1958);
- «Макіївка. Індустріальний пейзаж» (1960);
- «Вечір у полі» (1963);
- «Колгоспна весна» (1965);
- «Подих весни» (1966);
- «Міський мотив» (1967);
- «Весна» (1968);
- «По весні» (1969);
- «Село рідне» (1970);
- «Тацінський рейд» (1980).

Брав участь в обласних, республіканських, всесоюзних і зарубіжних (Англія, Італія, США, Японія) виставках з 1951 року. Персональна виставка відбулася у Харкові у 1993 році.
Його картини закуплені Міністерством культури СРСР, Міністерством культури УРСР, Спілкою художників України, перебувають у художніх музеях України, а також у галереях «Roy Miles Gallery» (Англія, Лондон), «Gekoso» (Японія, Токіо) та приватних колекціях.